# Pietro Bonomo

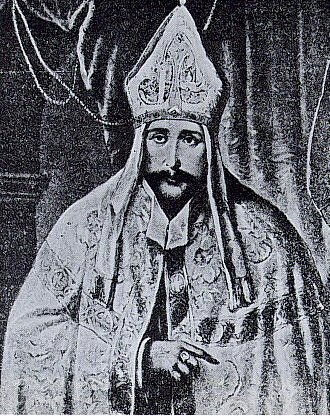
Petrus Bonomo (1458-1546)

Pietro Bonomo ou Petrus Bonomo (1458– 4 de Julho de 1546) foi um humanista e diplomata italiano que se tornou Bispo de Trieste em 1502, e foi igualmente arcebispo de Viena em 1552 durante um curto espaço de tempo.
Nasceu no seio de uma família importante de Trieste, e estudou na Universidade de Bolonha. serviu o imperador Frederico III, sendo enviado para negociar com Ludovico Sforza. 
Foi chanceler da Áustria de 1521 a 1523.